# Johann Wilhelm Friedrich Höfling

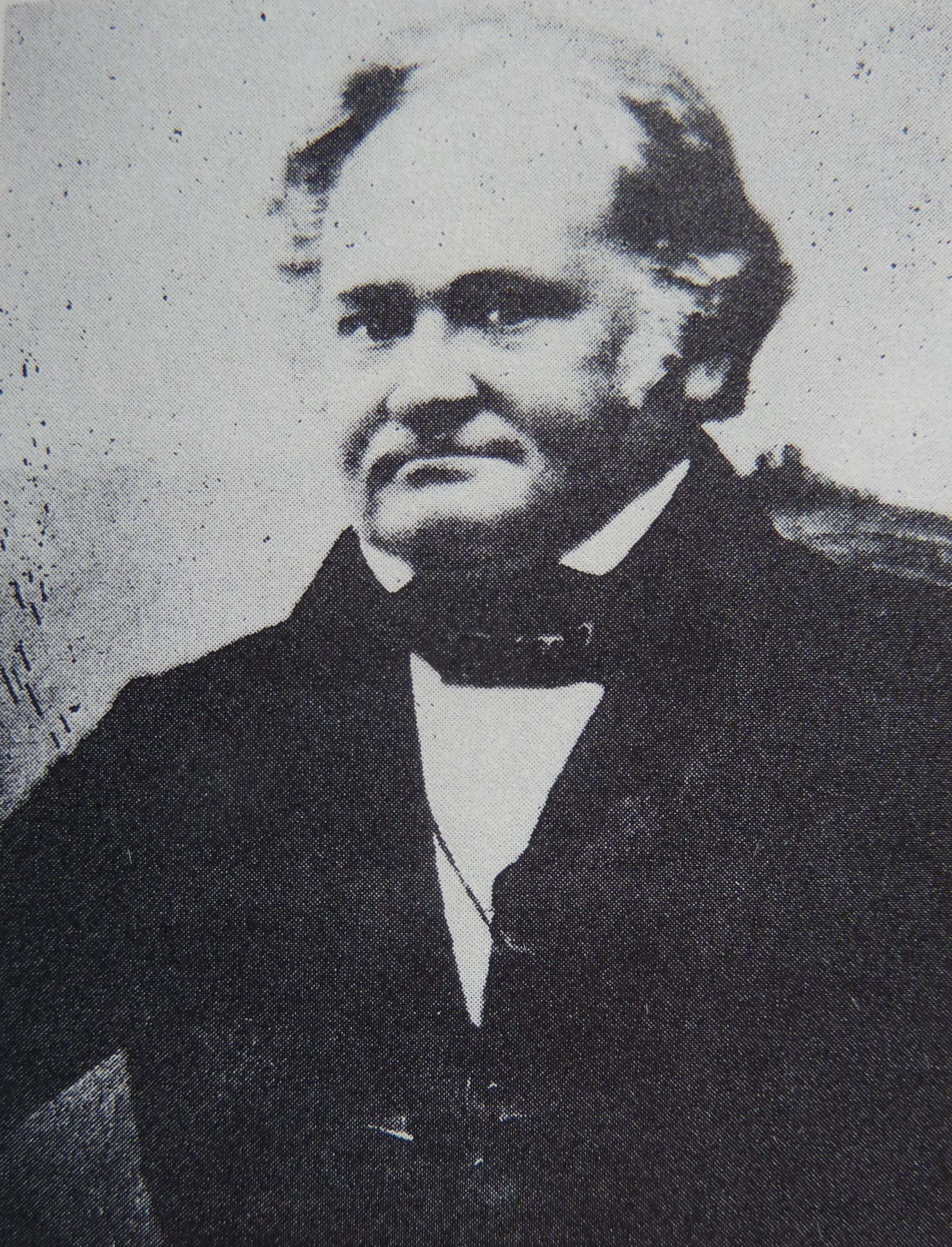
J.W.F. Höfling, um 1845

Johann Wilhelm Friedrich Höfling (* 30. Dezember 1802 in Neudrossenfeld bei Bayreuth; † 5. April 1853 in München) war ein lutherischer Theologe. Er gehörte mit Adolf Harleß zu den Begründern der Erlanger Schule.

## Leben und Werk
Höfling studierte in Erlangen Philologie und Theologie. Während seines Studiums wurde er in Erlangen im Winter-Semester 1819/20 Mitglied der Burschenschaft der Bubenreuther. 1831 wurde er in Tübingen zum Dr. phil. promoviert, 1835 erwarb  er den theologischen Doktorgrad. Er arbeitete zuerst als Stadtvikar in Würzburg und ab 1826 als Pfarrer in Nürnberg. 1833 wurde er zum ordentlichen Professor für Praktische Theologie in Erlangen ernannt.
1852 wurde Höfling zusammen mit Harleß ins Münchner Oberkonsistorium berufen. Hier war er maßgeblich an der Erarbeitung der neuen Agende (Ordnung und Form des Hauptgottesdienstes an Sonn- und Festtagen) von 1853 beteiligt.
In seinem einflussreichsten Buch Grundsätze evangelisch-lutherischer Kirchenverfassung (1850) entwickelte Höfling gegen die hochkirchliche Auffassung von Friedrich Julius Stahl und anderen, wonach das kirchliche Amt auf eine göttliche Stiftung zurückgehe, seine sogenannte Übertragungs- oder Delegationstheorie, wonach die Gemeinde auf der Grundlage ihres allgemeinen Priestertum einzelnen besonders Befähigten die Ausübung des geistlichen Amtes übertrage.

## Werke
- Mysticismus, der wahrhafte hist. u. der heutzutage fälschlich so genannte, in seinem Verhältnisse z. ev. Christentum dargestellt, 1832.
- De symbolorum natura, necessitate, auctoritate atque usu dissertatio, 1834.
- Über den Geist der protestantischen Kirche, Progr. Erlangen 1835.
- Von der Composition der christlichen Gemeinde-Gottesdienste, oder von den zusammengesetzten Akten der Communion. Eine liturgische Abhandlung, 1837.
- Von den Festen oder heiligen Zeiten der christlichen Kirche, 1838.
- Die Lehre Justins des Märtyrers vom Opfer im christlichen Cultus, 1839.
- Die Lehre des Irenäus vom Opfer im christl. Progr. Erlangen 1840.
- Origines doctrinam de sacrificiis christianorum in examen vocavit, particula I-III, 1841.
- Des Clemens von Alexandrien Lehre vom Opfer im Leben und Cultus der Christen, Progr. Erlangen 1842.
- Die Lehre Tertullians vom Opfer im Leben und Kultus der Christen, Progr. Erlangen 1844
- Das Sakrament der Taufe nebst den andern damit zusammenhängenden Akten der Initiation. Dogmat., hist., liturg. dargest. I, 1846; II, 1848.
- Grundsätze evangelisch-lutherischer Kirchenverfassung. Eine dogmatisch-kirchenrechtliche Abhandlung, 1850.
- Die Lehre der ältesten Kirche vom Opfer im Leben und Cultus der Christen. Zeugenverhör, in einer Reihe v. akadem. Progrr. angestellt, 1851.